# Juraj Janoščin
Juraj Janoščin (19. dubna 1941, Giraltovce – 27. června 1998, Brno) byl československý fotbalista, obránce. Jeho vnuk Jiří Janoščin je hráčem SFC Opava, jeho syn Jiří Janoščin st. je bývalým předsedou fotbalového klubu FC Dosta Bystrc-Kníničky a dorosteneckým mistrem Československa se Zbrojovkou Brno v ročníku 1982/83.

## Fotbalová kariéra
V československé lize hrál za Tatran Prešov, TJ Spartak Brno ZJŠ a TJ Baník Ostrava. Nastoupil v 141 ligových utkáních a dal 1 gól. Ve Veletržním poháru nastoupil v 9 utkáních. Za juniorskou reprezentaci nastoupil ve 4 utkáních. Finalista Československého poháru 1967/68.

## Ligová bilance
| Ročník                                   | Zápasy | Góly | Klub             |
| ---------------------------------------- | ------ | ---- | ---------------- |
| 1. československá fotbalová liga 1958/59 | 4      | 0    | Tatran Prešov    |
| 1. československá fotbalová liga 1959/60 | 20     | 0    | Tatran Prešov    |
| 1. československá fotbalová liga 1960/61 | 24     | 1    | Tatran Prešov    |
| 1. československá fotbalová liga 1962/63 | 26     | 0    | Spartak ZJŠ Brno |
| 1. československá fotbalová liga 1963/64 | 7      | 0    | Spartak ZJŠ Brno |
| 1. československá fotbalová liga 1964/65 | 23     | 0    | Spartak ZJŠ Brno |
| 1. československá fotbalová liga 1965/66 | 26     | 0    | Spartak ZJŠ Brno |
| 1. československá fotbalová liga 1967/68 | 12     | 0    | TJ Baník Ostrava |
| CELKEM 1. liga                           | 141    | 1    |                  |